# 육수학

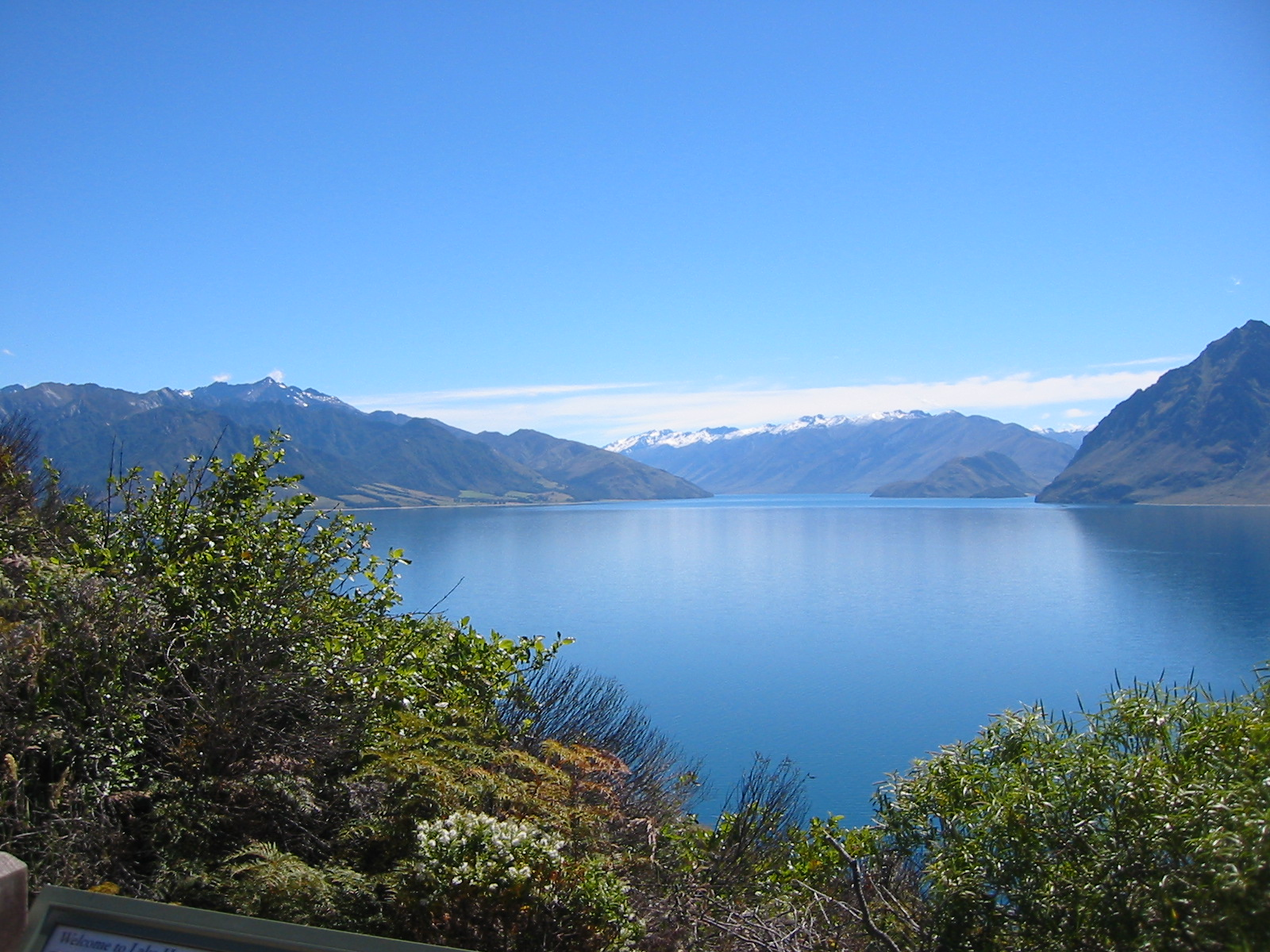
뉴질랜드의 하위호

육수학(陸水學, 영어: limnology)이란 육수(해수를 제외한 육지상에 있는 물)에 관해서 연구하는 자연과학의 한 분야이다.
물의 순환 활동 그 자체를 연구 대상으로 하는 수문학에 대해서 물리학·화학·생물학적인 측면도 연구해 나가게 된다.

## 같이 보기
- 호소학
- 수문학
- 수리학
- 생태계